# الإجهاد غير الحيوي
الإجهاد الغير حيوي هو تأثير العوامل الغير حية بطريقة سلبية على الكائنات الحية في بيئة ما. يجب أن يؤثر المتغير غير الحيوي على البيئة بحسب التغير الطبيعي ليؤثر بشكل سلبي على الأداء السكاني أو فيسيولوجيا الفردية للكائن الحياة بصورة كبيرة.
في حين أن الإجهاد الحيوي قد يصاب باضطرابات في المعيشة مثل الفطريات أو الحشرات الضارة، أو عوامل الإجهاد اللاأحيائية، أو الضغوطات، تحدث بشكل طبيعي، وغالبًا ما تكون هناك عوامل غير ملموسة وغير حية مثل أشعة الشمس الشديدة أو درجة الحرارة أو الرياح التي قد تسبب ضررًا للنباتات والحيوانات في المنطقة المتضررة. الإجهاد غير الحيوي في الأساس أمر لا مفر منه. يؤثر الإجهاد اللاحيوي على الحيوانات، وذلك لأن النباتات تعتمد في الغذاء على نفسها، ولكنها تعتمد على العوامل البيئية فلذلك هي مقيدة. الإجهاد غير الحيوي هو العامل الأكثر ضررًا لنمو وإنتاجية المحاصيل في جميع أنحاء العالم. حيث أظهرت الأبحاث أيضًا أن مسببات الإجهاد غير الحيوية تكون مضرة بشكل أكبر عندما تحدث في آن واحد.

## أمثلة
يأتي الإجهاد غير الحيوي بأشكال متعددة. أكثر عوامل الإجهاد شيوعًا هي أكثرها سهولة في التحديد بالنسبة للأشخاص، ولكن هناك العديد من عوامل الإجهاد غير الحيوية أخرى لا يمكن التعرف عليها والتي تؤثر على البيئات باستمرار.
تلم الضغوطات الأساسية ما يلي:
- رياح شديدة [5]
- درجات الحرارة
- الجفاف
- الفيضانات [6][7]
- الكوارث الطبيعية الأخرى، مثل الأعاصير وحرائق الغابات.
- البرودة
- الحرارة

عادة ما تحدث الضغوطات الغير متعارف عليها على نطاق أصغر. وهي تشمل: ظروف تربوية سيئة مثل محتوى الصخور والمستويات الهيدروجينية، والإشعاع العالي، والضغط، والتلوث، وغيرها من الحالات المحددة للغاية مثل الإماهة السريعة أثناء إنبات البذور.

## التأثيرات
الإجهاد غير الحيوي، باعتباره جزء طبيعي من كل نظام بيئي، سيؤثر على الكائنات الحية بأشكال متنوعة. سواء كانت هذه التأثيرات مفيدة أو ضارة، إلا أن موقع المنطقة ههو الذي يحدد بشكل محسوم مدرى تأثير الإجهاد غير الحيوي على النظام البيئي. كلما زاد خط عرض المنطقة المصابة بالإجهاد غير الحيوي كلما زاد تأثير الإجهاد اللاحيوي على تلك المنطقة. لذا، فإن غابة التايغا أو ما يطلق عليها بالغابات الشمالية تحت رحمة عوامل الإجهاد اللاأحيائية التي قد تأتي، في حين أن المناطق الاستوائية أقل عرضة لمثل هذه الضغوطات.

### الفوائد
أأحد الأمثلة على الموقف الذي يلعب فيه الإجهاد غير الحيوي دورا بناءا في النظام البيئي هو حرائق الغابات الطبيعية. في حين أنه من الممكن أن تسبب خطرًا على سلامة الإنسان، فمن المثمر لهذه النظم البيئية أن تحترق من حين لآخر حتى تبدأ الكائنات الجديدة في النمو والازدهار مرة أخرى. على الرغم من أنها صحية لنظام بيئي، ولكن لا يزال من الممكن اعتبار حرائق الغابات ضغوطًا غير حيوية، لأنها تضع ضغطًا واضحًا على الكائنات الفردية داخل المنطقة. كل شجرة محروقة وكل عش طائر يلتهم هو علامة على الإجهاد غير الحيوي. على نطاق أوسع، على الرغم من ذلك، فإن حرائق الغابات الطبيعية هي مظاهر إيجابية للتوتر غير الحيوي.
ما يجب أخذه أيضًا في الاعتبار عند البحث عن فوائد الإجهاد اللاأحيائي، هو أن إحدى الظواهر قد لا تؤثر على النظام البيئي بأكمله بنفس الطريقة. في حين أن الفيضانات ستقتل معظم النباتات التي تعيش على مستوى منخفض على الأرض في منطقة معينة، إذا كان هناك أرز هناك، فسوف تزدهر في الظروف الرطبة. مثال آخر على ذلك في العوالق النباتية والعوالق الحيوانية. عادة ما تعتبر نفس أنواع الحالات مرهقة لهذين النوعين من الكائنات الحية. يتصرفون بشكل مشابه للغاية عند تعرضهم للضوء فوق البنفسجي ومعظم السموم، ولكن في درجات الحرارة المرتفعة تتفاعل العوالق النباتية بشكل سلبي، بينما تتفاعل العوالق الحيوانية المحبة للحرارة بشكل إيجابي مع زيادة درجة الحرارة. قد يعيش الاثنان في نفس البيئة، ولكن زيادة درجة حرارة المنطقة لن تكون مرهقة إلا لأحد الكائنات الحية.
و أخيرًا، مكن الإجهاد غير الحيوي الأنواع الحية من النمو والتطور، وذلك ما يعزز الانتقاء الطبيعي حيث ينتقي أضعف مجموعة من الكائنات الحية. طورت كلا من النباتات والحيوانات آليات تسمح لها بالبقاء على قيد الحياة.

### الأضرار
تشكل الزراعة أكثر الأضرار وضوحة فيما يتعلق بالإجهاد الحيوي. توصلت إحدى الدراسات أن الإجهاد غير الحيوي يسبب أكبر خسارة للمحصول من أي عامل آخر وأن معظم المحاصيل الرئيسية ينخفض إنتاجها إلى أكثر من 50٪ من الإنتاج المحتمل.
نظرا لأن الإجهاد غير الحيوي يعتبر من أكثر التأثيرا الضارة على نطاق واسع، فإن البحث في هذا الفرع من القضية واسع النطاق أيضا. للمزيد من المعلومات حول الآثار الضارة للإجهاد غير الحيوي، انظر إلى الأقسام المذكورة في الأسفل عن النباتات والحيوانات.

## بالنسبة للنبات
تعتبر الجذور خط الدفاع الأول عند النبات ضد الإجهاد غير الحيوي. وإذا كانت التربة النبات صحية ومتنوعة بيولوجيا، فهناك فرصة أكبر للبنات للنجاة من هذه الظروف العصيبة.
تعتمد استجابات النبات لهذا الإجهاد غير الحيوي على الأنسجة أو العضو المتأثر بالإجهاد. فعلى سبيل المثال، الاستجابات التي تتأثر للضغط هي أنسجة أو خلية محددة في الجذور وتختلف تمامًا حيث أنها تعتمد بشكل أكبر على الإجهاد نفسه.
أحد الاستجابات الأولية للإجهاد غير الحيوي مثل الملوحة العالية هو قلة نسبة عناصر (أن أي بلس/ كي بلس) + في السيتوبلازم للخلية النباتية. يمكن للتركيزات العالية من عنصر (أن أي بلس)، على سبيل المثال، أن تقلل من قدرة النبات على امتصاص الماء وكذلك تغيير وظائف الإنزيم والنقل. وقد أدت التعديلات المتطورة لاستعادة التوازن الأيوني الخلوي بكفاءة إلى مجموعة متنوعة من النباتات التي تتحمل الإجهاد.
تعد التسهيلات، أو التفاعلات الإيجابية بين الأنواع المختلفة من النباتات، شبكة معقدة من الارتباط في بيئة طبيعية.فهي تعتمد على كيفية عمل النباتات معا. في المناطق التي تعاني من  الإجهاد المرتفع، سيكون مستوى التسهيل مرتفعًا أيضًا. قد يكون هذا لأن النباتات تحتاج إلى شبكة أقوى للبقاء في بيئة أكثر قسوة، لذا فإن تفاعلاتها بين الأنواع، مثل التلقيح المتبادل أو الإجراءات التبادلية، تصبح أكثر شيوعًا للتعامل مع شدة بيئتها.
تتكيف النباتات بشكل مختلف تماما عن بعضها البعض، حتى إن كانت تعيش في نفس المنطقة. تم تعريض مجموعة من الأنواع النباتية المختلفى إلى عوامل إجهاد مختلفة مثل الجفاف والبرد، قد كانت ردة فعل واستجابة النباتات لهذه الظروف مختلفة وبالكاد يمكن ملاحظة تشابهه بينهن بالرغم من أن النباتات أصبحت متكيفة جميعها على نفس البيئة.
الأرز أو ما يطلق عليه (أرز آسيوي) وهو  مثال كلاسيكي. الأرز هو غذاء أساسي في جميع أنحاء العالم، وخاصة في الصين والهند. وتتعرض نباتات الأرز لأنواع مختلفة من الضغوط غير الحيوي، مثل الجفاف والملوحة العالية. قد تسبب هذه الظروف الإجهادية بشكل سلبي على إنتاج الأرز. تمت دراسة التنوع الوراثي بين العديد من أصناف الأرز ذات الأنماط الجينية المختلفة باستخدام الواسمات الجزيئية.
يمكن أن تكون تربة سربنتين (تحتوي وسائط ذات تركيزات منخفضة من العناصر الغذائية وتركيزات عالية من المعادن الثقيلة) مصدرًا للضغوط غير الحيوية. في البداية، يتم تقييد امتصاص أيونات المعادن السامة عن طريق استبعاد غشاء الخلية. يتم حجز الأيونات التي تم امتصاصها في الأنسجة في فجوات الخلايا. يتم تسهيل آلية العزل هذه بواسطة البروتينات الموجودة على غشاء الفارغ.

### الإجهاد الملحي في النباتات
يقصد بتملح التربة هو تراكم الأملاح الذائبة في الماء بتركيز عالي حيث يؤثر على النباتات بصورة سلبية وذلك سؤثر أيضا على الإنتاج، حيث تعتبر هذه الظاهرة عالمية وتؤثر على حوالي 831 مليون هكتار من الأراضي. وبشكل أكثر تحديداً، تهدد هذه الظاهرة نسبة 19.5٪ من الأراضي الزراعية المروية في العالم و 2.1٪ من الأراضي الزراعية غير المروية (الأراضي الجافة) في العالم. يمكن أن يضر المحتوى العالي من ملوحة التربة بالنباتات لأن الأملاح القابلة للذوبان في الماء يمكن أن تغير التدرجات التناضحية المحتملة وبالتالي تمنع العديد من الوظائف الخلوية. فعلى سبيل المثال، يمكن أن يمنع المحتوى العالي من ملوحة التربة عملية التمثيل الضوئي عن طريق الحد من امتصاص مياه النبات؛ يمكن أن تؤدي المستويات المرتفعة من الأملاح القابلة للذوبان في الماء في التربة إلى تقليل الإمكانات التناضحية للتربة وبالتالي تقليل الفرق في إمكانات المياه بين التربة وجذور النبات، مما يحد من تدفق الإلكترونات من (اتش تو أو) إلى (بي سكس ايت زيرو) في مركز نظام التفاعل .